# Jean II d'Estrées
Jean II d'Estrées (Soletta, 3 novembre 1624 – Parigi, 19 maggio 1707) è stato un ammiraglio francese, maresciallo di Francia e gran comandante della marina di Luigi XIV.

## Biografia

### I primi anni
Jean nacque nella famiglia d'Estrées della nobiltà della Piccardia. Era nipote di Gabrielle d'Estrées, favorita di Enrico IV, e figlio di François Hannibal d'Estrées, duca di Estrées, maresciallo e pari di Francia, e della sua seconda moglie Marie de Béthune (1602-1628), figlia di Philippe de Béthune, conte di Selles e discendente della casa di Béthune, una delle più antiche di Francia, la cui origine risale al X secolo. Era fratello di François Annibal II d'Estrées (1623-1687) e di César d'Estrées, vescovo di Laon, duca e pari di Francia, comandante dell'Ordre du Saint-Esprit

### La carriera
Come suo padre, Jean s'indirizzò verso la carriera militare. A ventitré anni divenne colonnello del 5e régiment d'infanterie de Navarre, a venticinque maresciallo di campo e a trentatré luogotenente generale agli ordini del Grand Condé a Lens il 20 agosto 1648. Prestò servizio poi sotto il comando del Gran Turenne in Lorena nel 1652 e nel 1653 nelle Fiandre. Venne fatto prigioniero a Valenciennes nel 1656 e sostenne la famiglia reale durante la Fronda. Durante la guerra di devoluzione, si scontrò con il Louvois (cosa che gli impedì di accedere a posti di comando più elevati) e, su consiglio di Colbert col quale intratteneva ottimi rapporti, decise di lasciare l'esercito per la marina reale nel 1668, dove trovò il duca di Beaufort che provvide alla sua integrazione. Colbert fu ben lieto di poter fare una tale acquisizione per la marina, che all'epoca era in condizioni di creare piuttosto che di ristabilire.
La sua ascesa nella marina fu folgorante, aiutata dal fatto che suo padre era maresciallo di Francia. Entrò come Tenente Generale delle forze navali e l'anno successivo, 1669, fu promosso al rango di vice ammiraglio della "flotta di Ponente", funzione creata nel 1669. Nel 1681 venne a sua volta nominato Maresciallo di Francia.

Tuttavia, questa nomina non si dimostrò fra le migliori. Oltre ad un'incompetenza marinara, comune a molti alti comandanti della marina dell'epoca, Estrées era dotato di un carattere detestabile, che gli alienò molte simpatie. Colbert stesso ebbe a rimarcare che: 
 Ciò che fece scrivere al contrammiraglio Daveluy: 
La sua prima campagna lo portò ai Caraibi. Farà cinque campagne alle Indie occidentali, divenendo il miglior specialista della marina francese delle isole d'America. D'Estrées sostenne una strategia offensiva volta al rovesciamento del potere coloniale ispano-olandese. Questo spirito aggressivo e avventuroso fu severamente giudicato dagli ufficiali della marina reale francese.

Tornato in Europa, durante la guerra d'Olanda, venne promosso comandante in capo della squadra francese che combatteva a fianco della flotta inglese. Sulla Saint Philippe, partecipò alla battaglia di Solebay il 6 giugno 1672 e, l'anno seguente, su la Reine, alla battaglia di Walcheren e a quella di Texel. Il fallimento della campagna fu a lui attribuito dagli ufficiali francesi e inglesi, che lo accusarono di comportamento esitante e poco combattivo. Lo storico inglese Jenkins scrisse: 
Un'indagine di Seignelay tentò di riabilitare la memoria di d'Estrées. Uno dei suoi subordinati, l'ufficiale Damien de Martel, sfidato da d'Estrées, rispose con una lettera vendicativa pubblicata in Inghilterra. Questo gli valse un viaggio alla Bastiglia. 

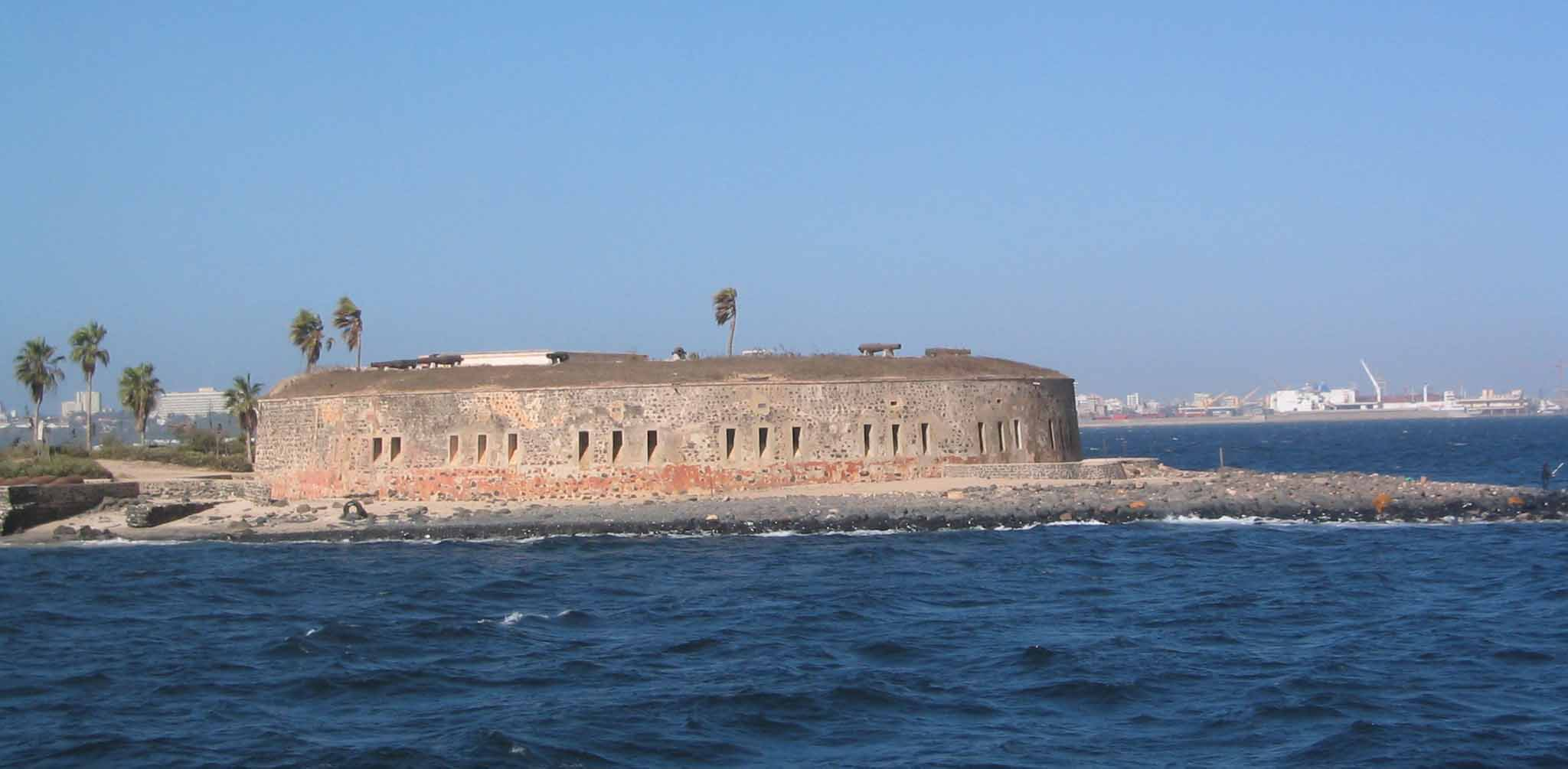
Forte d'Estrées, sull'isola di Gorée, oggi Museo storico del Senegal a Gorée.

Durante le campagne del 1676 e 1677, riuscì a prendere l'isola di Gorée, a riprendere la Caienna, a prendere Tobago, distruggendo la flotta olandese che la controllava. Questi successi vennero però oscurati dalla catastrofe dell'arcipelago di Las Aves. Nel maggio del 1678, cercò di conquistare l'isola olandese di Curacao, ma la sua inesperienza nautica e la sua ostinazione nel rifiutarsi di seguire il consiglio dei suoi ufficiali e piloti, che avevano familiarità con la configurazione ed i pericoli di queste acque, causarono la perdita di tutta la sua squadra (sette navi, tre fregate e 7 navi ausiliarie) sugli scogli dell'isolotti Las Aves.
Fra il 1685 ed il 1688 condusse delle campagne contro i corsari barbareschi fra Tripoli e Algeri.
Luigi XIV e Seignelay conservarono tutta la loro fiducia in lui. Nel 1681 fu elevato al titolo onorifico di viceré d'America, e poi duca e pari di Francia nel marzo 1687 e, infine, governatore di Nantes e luogotenente generale in Bretagna nel 1701.
Morì a Parigi il 19 maggio 1707. Con Tourville, è considerato il grande capo della guerra della Marina di Luigi XIV, paragonabile ai suoi omologhi olandesi, spagnoli e inglesi.

## Matrimonio e discendenza
Nel 1658 Jean II sposò Marie Marguerite Morin (†1714). Da questa unione nacquero:
- Victor Marie d'Estrées, divenuto anche lui maresciallo di Francia
- Jean III d'Estrées (†1718), arcivescovo di Cambrai, membro dell'Académie française
- Jean César d'Estrées (†1671), morto infante
- Marie Anne d'Estrées (†1723), religiosa presso la Chiesa di Notre Dame de l'Assomption a Parigi
- Marie Anne Catherine d'Estrées (1663-1741), che sposò il 28 novembre 1691 Michel François Le Tellier (1663-1721), figlio primogenito del celebre marchese di Louvois

## Stemma
| Image | Stemma |
| ----- | --- |
| \| \| | Jean II d'Estrées Duca d'Estrées, Pari di Francia, Maresciallo di Francia, Cavaliere dell'Ordine dello Spirito Santo |
|       | |